# Tófalvi Gyula
Tófalvi Gyula (Kispest, 1927. november 3. – Budapest, 2003. május 14.) Kossuth-díjas mérnök.

## Élete
Közgazdász szeretett volna lenni, de az egyetem második évében szakot kellett változtatnia. 1950-ben felvették a Műegyetemre, ahol 1954-ben villamosmérnöki oklevelet szerzett. Még ebben az évben az Elektromechanikai Vállalatnál (EMV) fejlesztőmérnök lett.
1958-ban elnyerte a brüsszeli Világkiállítás Nagydíját (Grand-Prix) az IRX-típusú ionoszférakutató berendezés kifejlesztéséért. (A fejlesztőcsapatnak 4 tagja volt, többek között Halmágyi Tibor is.) A következő évben Kossuth-díj II. fokozatot kapott a fenti sikerért (megosztva). Ebben az évben az első magyar televízióadó és antennarendszere fejlesztési munkálatainak irányítását végezte (az EMV keretében). A berendezés 1960-ban készült el.
1960-as évek végén a színes televízió adóberendezések fejlesztésén dolgozott. 1965-ben az EMV főmérnökévé nevezték ki. 1968-ban elkészült a lakihegyi Kossuth adó új berendezése, majd megkezdődött a jászberényi rövidhullámú adóállomás fejlesztése. Az ezzel kapcsolatos antenna- és tápvonalrendszerek munkája alapján lett a műszaki tudományok doktora, majd 1974-ben a műszaki tudományok kandidátusa. A következő évben elkészült a sokáig megbízhatóan működő budapesti színes UHF tévéadó. 1975-ben saját kérésére megvált az EMV-től.
1975-1980 között a Magyar Híradástechnikai Egyesülés műszaki elnökhelyetteseként fejlesztőmunkát végzett. 1980-ban a Távközlési Kutató Intézet tudományos igazgatója lett. 1992-1997 között a Magyar Űrkutatási Iroda alapítója és ügyvezető igazgatója, az Űrkutatási Tudományos Tanács elnöke volt. Emellett 1983-tól a Híradástechnika című lap főszerkesztője és 1984-ben a Híradástechnikai Tudományos Egyesület, a HTE főtitkára, majd később elnöke volt. A Budapesti Műszaki Egyetemen címzetes egyetemi tanárként dolgozott, adástechnikai szakmérnököket képzett. A Magyar Mérnökakadémia egyik alapító tagja volt.
1992-től 1997-ig a Magyar Űrkutatási Iroda igazgatói posztját látta el.
Naplójából Érik a fény címmel játékfilm készült.
2003. május 14-én hunyt el, a pestszentlőrinci temetőben nyugszik.

## Díjai, elismerései
- Kossuth-díj (1959)
- HTE Puskás Tivadar-díj (1977, 1991)
- MTESZ-díj
- Eötvös Loránd-díj
- Magyar Asztronautikai Társaság Fonó Albert díja

## Könyvei
- Mérnök vagyok (1989)